# Bisbat de Lugano
El bisbat de Lugano —diocesi di Lugano (italià); Dioecesis Luganensis (llatí)— és un bisbat de l'Església catòlica, immediatament subjecte a la Santa Seu. El 2013 tenia 256.000 batejats d'un total de 336.943 habitants. Està regida pel bisbe Valerio Lazzeri. A la diòcesi conviuen tant el ritu romà com l'ambrosià, aquest darrer a les valls superiors, anomenades "ambrosianes", a Capriasca i a Brissago.
Com a sant patró principal té a sant Carles Borromeu, arquebisbe de Milà, i com a patró secundari a sant Abundi, bisbe de Como.

## Territori
La diòcesi comprèn el territori del Cantó de Ticino. La seu episcopal és la ciutat de Lugano, on hi ha la catedral de Sant Llorenç. El territori està dividit en 255 parròquies, agrupades en 6 vicariats:
- Vicariat del Bellinzonès
- Vicariat del Locarnès
- Vicariat del Luganès
- Vicariat del Malcantone i Vedeggio
- Vicariat del Mendrisiotto
- Vicariat de les Tres Valls

## Història
Les terres de Ticino van ser dirigides fins al final del segle xix, en part, per la diòcesi de Como i en part per l'arxidiòcesi de Milà. Amb la independència de l'Estat, adquirida en 1803, es va fer més fort el desig de la població catòlica de Ticino d'obtenir una diòcesi pròpia.
Amb l'acord d'1 de setembre de 1884 entre la Santa Seu i la Confederació Helvètica, hi va haver una separació inicial de les parròquies del cantó de Ticino. Fou nomenat administrador apostòlic en la persona del ja bisbe de Basilea Eugenio Lachat, que va arribar a Ticino el 10 d'agost de 1885 i va morir només un any després, l'1 de novembre. Va ser succeït per Vincenzo Molo que va governar la diòcesi del 1887 al 1904.
El 7 de setembre de 1888, el Papa Lleó XIII va erigir la diòcesi de Lugano amb la butlla Per universam, amb la qual va ser elevada al títol de catedral la col·legiata de Sant Llorenç de Lugano. Es va unir a perpetuïtat aeque principaliter a la diòcesi de Basilea, i es regí per un administrador apostòlic de la Santa Seu. Amb aquest títol la presidiren Alfredo Peri-Morosini (1904-1916), Aurelio Bacciarini (1917-1935), Angelo Jelmini (1936-1968) e Giuseppe Martinoli (1968-1978).
El 8 de març de 1971, després de l'acord de 24 de juliol de 1968 entre la Santa Seu i la Confederació Helvètica, l'administració apostòlica del Cantó de Ticino es va separar de la diòcesi de Basilea, i sota la butlla Paroecialis et collegialis del Papa Pau VI va esdevenir diòcesi independent; l'administrador apostòlic Giuseppe Martinoli va esdevenir el primer bisbe de Lugano. Des de 1978 a 1986 va ser bisbe de Lugano Ernesto Togni, qui va ser succeït el 1986 per Eugenio Corecco, durant l'episcopat del qual es va formar l'Institut Acadèmic de Teologia de Lugano, que es va convertir mitjançant un decret de la Congregació per a l'Educació Catòlica del 20 de novembre de 1993 en una facultat de Teologia.

## Episcopologi
Administradors apostòlics del Cantó Ticino
- Eugenio Lachat, C.PP.S. † (10 d'agost de 1885 - 1 de novembre de 1886 mort)
- Vincenzo Molo † (20 de setembre de 1887 - 15 de març de 1904 mort)
- Alfredo Peri-Morosini † (28 de març de 1904 - 29 de desembre de 1916 renuncià)
- Stefano Aurelio Bacciarini † (12 de gener de 1917 - 27 de juny de 1935 mort)
- Angelo Giuseppe Jelmini † (16 de desembre de 1935 - 24 de juny de 1968 mort)
- Giuseppe Martinoli † (30 de juliol de 1968 - 8 de març de 1971 nomenat bisbe de Lugano)

Bisbes de Lugano
- Giuseppe Martinoli † (8 de març de 1971 - 15 de juliol de 1978 jubilat)
- Ernesto Togni (15 de juliol de 1978 - 21 de juny de 1985 renuncià)
- Eugenio Corecco † (5 de juny de 1986 - 1 de març de 1995 mort)
- Giuseppe Torti † (9 de juny de 1995 - 18 de desembre de 2003 jubilat)
- Pier Giacomo Grampa (18 de desembre de 2003 - 4 de novembre de 2013 jubilat)
- Valerio Lazzeri, des del 4 de novembre de 2013